# Baryteria
Baryteria (łac. Barytherioidea) – słabo poznana, wymarła już grupa wczesnych trąbowców.
Rodzaj Barytherium grave, od którego pochodzi nazwa całej grupy został odkryty przez Charlesa Andrewsa w Egipcie w niecce El Fayoum, wraz z wieloma innymi rodzajami pierwotnych ssaków, w tym również z innymi trąbowcami. Niewiele wiadomo na temat tych zwierząt. Prawdopodobnie stanowią one owoc jednej z pierwszych radiacji adaptatywnych trąbowców.
Niedawno odkryto nowe gatunki zaliczane niekiedy do odrębnej rodziny Numidotheriidae, ale traktowane także jako podrodzina Barytheriidae. Gheerbrant, Sudre i Cappetta opisali w roku 1996 z kotliny Ouled Abdoun Basin w Maroku najstarszego i najprymitywniejszego przedstawiciela grupy – Phosphatherium escuilliei. Z tych samych osadów pochodzi opisany w 2000 r. przez tych samych badaczy Daouitherium rebouli. Gatunek  Numidotherium koholense opisano w 1986 r. na podstawie skamieniałości pochodzących z Algierii. Oprócz fosfaterium wszystkie te gatunki były stosunkowo duże jak na wczesne trąbowce. Może to świadczyć o dłuższej niż się do tej pory spodziewano historii ewolucyjnej całej rodziny. Baryteria niemal na pewno nie były przodkami późniejszych i bardziej zaawansowanych trąbowców, a jedynie boczną gałęzią rozwojową wymarłą we wczesnym oligocenie.